# Vesenkha
Vesenkha (Russo: Высший совет народного хозяйства (ВСНХ) trad. Vysshiy soviet narodnogo khozyaystva) foi o Conselho Supremo da Economia Nacional da União Soviética. Formado em dezembro de 1917 e dissolvido em 1932. Sua atribuição foi supervisionar e controlar as indústrias recém-estatizadas. Tinha poderes de confisco e de expropriação.
Havia organizações subordinadas ao Vesenkha em cada uma das Repúblicas da União Soviética. Referiam-se a estas como BCHX seguido pelo acrônimo da respectiva República. (por exemplo: ВСНХ РСФСР para a RSFSR). Podia-se referir ao conselho supremo da União das Repúblicas como BCHX CCCP. Geralmente os conselhos subordinados tinham reduzido poder de controle, basicamente sobre indústrias menores que usavam matéria-prima das respectivas regiões e abasteciam mercados locais. Qualquer grande empreendimento industrial era controlado por um dos departamentos do setor industrial do conselho supremo.
Após sua dissolução, o órgão central da URSS passou a ser o Gosplan.

## Estrutura Organizacional
No Vesenkha os departamentos eram divididos em dois tipos:
- Departamentos do setor funcional: onde o setor funcional deliberava sobre assuntos relativos a finanças, planificação, política econômica, pesquisa e desenvolvimento.

- Departamentos do setor industrial: criados por decreto, em 1926, consistiam em "departamentos superiores", conhecidos como glavki (glavnye upravlenija). Os chefes de todos os departamentos desse setor, juntamente com representantes das Repúblicas da União, formavam o conselho supremo Vesenkha.

## Chefes do Vesenkha
- Valerian Osinski (1917 - 1918)
- Alexei Rykov (1918 - 1920)
- Felix Dzerzhinsky (1924 - 1926)
- Valerian Kuibyshev (1928 - 1930)
- Grigoriy Ordzhonikidze (1930 - 1932)